# Bvumba
Bvumba Mountains nebo Serra do Vumba je africké pohoří na hranici mezi Zimbabwe (provincie Manicaland) a Mosambikem (provincie Manica). Je tvořeno převážně žulou, vzniklo na konci archaika na východním okraji Zimbabwského kratonu. Nejvyšší horou je Castle Beacon s 1911 metry nad mořem.
Název pohoří znamená v šonštině „Mlžné hory“. Podnebí je poměrně chladné a vlhké, oblast je známá produkcí minerální vody. Vegetaci tvoří převážně brachystegie, píchoše, proteovité a strelíciovité, pěstuje se kávovník. V jižní části pohoří se nachází přírodní rezervace Bunga Forest. Významnými zástupci místní fauny jsou levhart skvrnitý, kočkodan diadémový, brokesie Marshallova a červenka horská, mimořádná je druhová pestrost motýlů. Provozuje se turistika, nachází se zde množství hotelů a golfových hřišť. Hospodářským centrem oblasti je město Mutare.
Jan Klíma napsal o svém pobytu v tomto kraji cestopis Kam dohlédnu z Vumby.